# Mykoła Kuczerenko
Mykoła Ołeksijowycz Kuczerenko (ukr. Микола Олексійович Кучеренко, ros. Николай Алексеевич Кучеренко / Nikołaj Aleksiejewicz Kuczerienko; (ur. 24 grudnia 1907, zm. 12 września 1976) – radziecki inżynier-konstruktor narodowości ukraińskiej, trzykrotny laureat Nagrody Stalinowskiej (1942, 1946, 1948), inżynier-pułkownik (od 1946). Syn maszynisty kolejowego. W 1930 ukończył Charkowski Instytut Inżynierów Transportu. Od 1931 był projektantem Charkowskiej Fabryki Parowozów (od 1936 – Zakładu Nr 183), w 1931 został przeniesiony do czołgowej grupy konstruktorskiej. Od 1934–1937 był zastępcą szefa Biura Konstrukcyjnego, w latach 1938–1939 szefem Biura Konstrukcyjnego (KB-100). Uczestniczył w opracowaniu pierwszego radzieckiego czołgu średniego T-24 (1930), а także lekkich kołowo-gąsienicowych czołgów BT-2 (1931), BT-5 (1932), BT-7 (1935) i BT-7M (1939). Wspólnie z M.I. Koszkinem i A.A. Morozowem kierował pracami nad skonstruowaniem czołgów А-20, А-32 i czołgu Т-34 (przyjętego na uzbrojenie 19 grudnia 1939). Od 1939 był zastępcą szefa, w latach 1940–1947 szefem Biura Konstrukcyjnego (KB-520), jednocześnie w latach 1941–1947 zastępcą głównego konstruktora Zakładu Nr 183, ewakuowanego w 1941 do Niżnego Tagiłu (Urałwagonzawod).
Po ataku Niemiec na ZSRR wspólnie z Morozowem kierował modernizacją czołgu Т-34; uczestniczył również w skonstruowaniu czołgu Т-44 (1944) i innych.
W latach 1947–1949 był głównym konstruktorem Zarządu Głównego Ministerstwa Budowy Maszyn Transportowych ZSRR, w latach 1949-1952 głównym inżynierem Urałwagonzawodu. Od 1952 był szefem Głównego Zarządu Produkcji Czołgowej Ministerstwa Budowy Maszyn Transportowych ZSRR (Komitetu Przemysłu Obronnego, Ministerstwa Przemysłu Obronnego ZSRR), głównym redaktorem gazety „Wiestnik tankowoj promyszlennosti”. W 1967 przeszedł na emeryturę.